# Lagamal
Lagamal, Lagamar, Laqamar o Lagamaru en neo-asirio (a veces Lahurati) era un dios elamita del inframundo.
Aunque en algunos textos antiguos se mencionaba a Lagamal como diosa, el nombre de Lagamal aparece en textos asirio-babilónicos como "hijo de Ea". Su origen se estima semítico-babilónico y significa "el implacable" o el "despiadado". El lugar principal de culto fue Dailem, cerca de Babilonia.
Asociado al culto a los muertos y el inframundo, junto con el dios principal Inshushinak, el pesador de almas y su otro ayudante, Ishme-karab (Ishnikarab ). Para el paso al otro mundo, la persona fallecida iba precedida por Ishme-karab o él, o ambos, y se presentaban ante Inshushinak, quien decidía su destino. Esta escena está ilustrada en varios sellos, y se considera como una representación del juicio final de la persona fallecida.
En textos acadios se le identifica con Nergal, el dios sumerio-babilonio del inframundo y señor de los muertos y esposo de Ereshkigal y el planeta Marte. Como él, está considerado una deidad infernal y dios de la destrucción y la guerra.

## Inscripciones
El rey elamita Quedarlaomer que aparece en la Biblia, tiene su nombre protosemítico Keḏārelāġōmer  compuesto de Kudur, que significa 'sirviente', y el dios Lagamar.
Su inscripción más antigua está en un sello en acadio antiguo que los babilonios interpretaron como "hijo de Urash", esposa de An. También se le menciona en una carta de Mari cuando se narra el traslado de su estatua de Mari a Terqa. Es una de las tres principales divinidades de la Susa elamita junto con Inshushinak e Ishme-karab, especialmente durante el período neoelamita (1000-539 a. C.) y tuvo allí su propio templo.